# 떠돌이 혹은 추방된 기사들

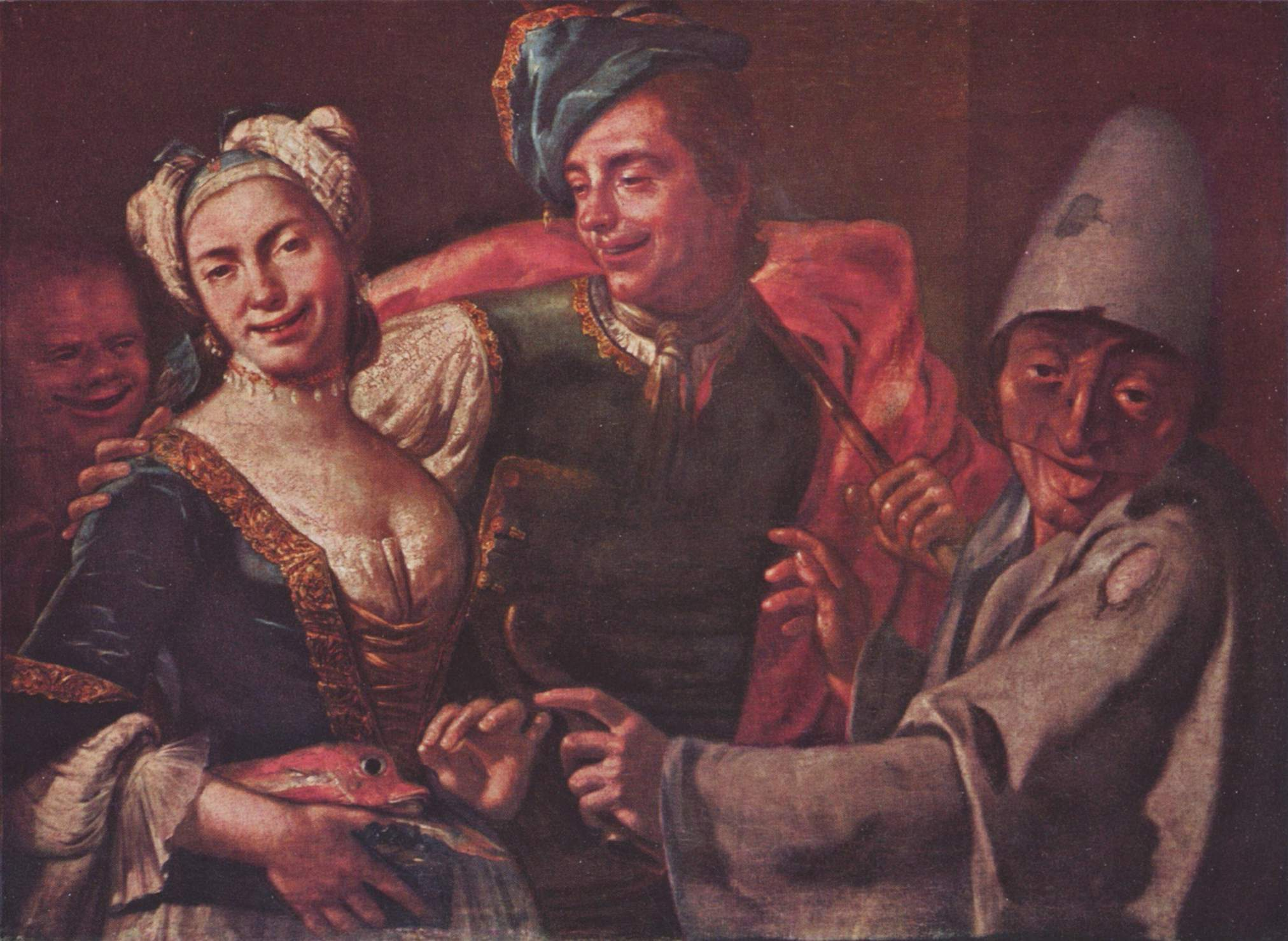

《떠돌이 혹은 추방된 기사들》(The Rover or The Banish'd Cavaliers) 또는 《떠돌이》(The Rover)는 영국 문학사상 애프러 벤의 입지를 단적으로 보여 주는 타이틀이자 대표작이다. 플로린다와 헬레나는 가부장제에서 배우자와 연인 선택의 자유를 박탈당한 여성들을 대변한다. 그녀들이 집안의 반대를 극복하고 사랑을 쟁취해 나가는 과정을 그렸다.

## 배경
17세기 여성 전업 작가에 대한 대중의 비난과 멸시는 상상을 초월했다. 매춘부로 간주되기도 했다. 애프러 벤은 이런 가운데 “웨스트민스터 사원에 안장된 최초의 여성 작가”로 기록되었다. 버지니아 울프는 여성에게 “자신의 생각을 말할 권리를 가져다준 것이 바로 그녀”라고 평가하며 “모든 여성들은 애프러 벤의 무덤에 꽃을 바쳐야만 한다”고 말했다.
그녀의 극작품 가운데 가장 성공한 것으로 인정받는 희극이 ＜떠돌이＞다. 배경은 스페인 점령하의 나폴리, 크롬웰을 피해 각지를 떠돌던 영국 왕당파 기사들이 도시에서 활개를 친다. 정략결혼 아니면 수녀원행이라는 정해진 운명 때문에 괴로워하던 플로린다와 헬레나는 카니발을 맞아 가면과 남장으로 정체를 숨긴 채 연인을 찾아나선다. 그녀들은 어수선한 축제 분위기 속에서 우여곡절 끝에 떠돌이 기사들과 짝을 이루며 자신의 욕망을 숨기지 않고 드러낸다.
한마디로 “여성의 관점에서 본 사랑과 결혼에 관한 작품” ＜떠돌이＞는 여성주의적 관점과 주제를 선취하며 애프러 벤을 고전 작가 반열에 올려놓았다.